# Euneos (Herrscher von Sikyon)
Euneos (altgriechisch Εὔνηος, deutsch ‚der Gnädige‘, lateinisch Euneus), der Priester des Apollon Karneios, war der vierte Karneenpriester, der über Sikyon regierte. Nach Eusebius von Caesarea regierte er sechs Jahre, nach Sextus Iulius Africanus nur vier. Theonomos folgte ihm in der Regierung.